# Scenopinus longiventris
Scenopinus longiventris är en tvåvingeart som först beskrevs av Krober 1913.  Scenopinus longiventris ingår i släktet Scenopinus och familjen fönsterflugor.
Artens utbredningsområde är Sri Lanka. Inga underarter finns listade i Catalogue of Life.